# Josef Röther
Josef Röther (7 de Outubro de 1907 - 20 de Fevereiro de 1988) foi um oficial alemão da Kriegsmarine que serviu durante a Segunda Guerra Mundial.

## Carreira

### Patrulhas
|    | U-Boot | Partida                | Partida     | Chegada                | Chegada     | Dias    | Toneladas |
| -- | ------ | ---------------------- | ----------- | ---------------------- | ----------- | ------- | --------- |
| 1  | U-380  | 4 de Agosto de 1942    | Kiel        | 11 de Agosto de 1942   | Trondheim   | 8 dias  |           |
| 2  | U-380  | 22 de Agosto de 1942   | Trondheim   | 7 de Outubro de 1942   | St. Nazaire | 47 dias | 2,994     |
| 3  | U-380  | 5 de Novembro de 1942  | St. Nazaire | 19 de Novembro de 1942 | La Spezia   | 15 dias | 11,069    |
| 4  | U-380  | 28 de Novembro de 1942 | La Spezia   | 23 de Dezembro de 1942 | La Spezia   | 26 dias |           |
| 5  | U-380  | 1 de Fevereiro de 1943 | La Spezia   | 6 de Fevereiro de 1943 | La Spezia   | 6 dias  |           |
| 6  | U-380  | 10 de Março de 1943    | La Spezia   | 5 de Abril de 1943     | La Spezia   | 27 dias | 7,178     |
| 7  | U-380  | 5 de Maio de 1943      | La Spezia   | 16 de Maio de 1943     | La Spezia   | 12 dias |           |
| 8  | U-380  | 7 de Junho de 1943     | La Spezia   | 6 de Julho de 1943     | Toulon      | 30 dias |           |
| 9  | U-380  | 11 de Agosto de 1943   | Toulon      | 7 de Setembro de 1943  | Toulon      | 28 dias | 7,191     |
| 10 | U-380  | 30 de Setembro de 1943 | Toulon      | 11 de Outubro de 1943  | Toulon      | 12 dias |           |
| 11 | U-380  | 28 de Outubro de 1943  | Toulon      | 11 de Novembro de 1943 | Toulon      | 15 dias |           |

### Sucessos
- 2 navios afundados num total de 14,063 GRT
- 1 navios danificados num total de 7,191 GRT
- 1 com perda total somando 7,178 GRT

| Data        | Comandante | Nome da Embarcação         | Toneladas | Nacionalidade   |
| ----------- | ---------- | -------------------------- | --------- | --------------- |
| 18 Set 1942 | U-380      | Olaf Fostenes              | 2,994     | norueguês       |
| 11 Nov 1942 | U-380      | Nieuw Zeeland              | 11,069    | holandês        |
| 15 Mar 1943 | U-380      | Ocean Seaman (perda total) | 7,178     | britânico       |
| 23 Ago 1943 | U-380      | Pierre Soulé (danificado)  | 7,191     | norte-americano |
| Total       | Total      | Total                      | 28 432    |                 |